# Blaze le Phoenix
Pour les articles homonymes, voir Blaze.

Sceau de la ville d'Atlanta

Blaze le Phœnix est le nom de la mascotte des Jeux paralympiques d'été de 1996 d'Atlanta représentant un Phénix. C'est un choix totalement différent de la mascotte olympique Izzy (en) des Jeux olympiques qui était une mascotte non figurative.
Conçue par l'illustrateur Trevor Irvin, l'oiseau mythique est non seulement le symbole de la ville d'Atlanta mais c'est aussi le symbole du renouveau, de la persévérance et de la détermination. Les couleurs vives, la grande envergure et la hauteur de la mascotte en font la personnification de la volonté et de la détermination des personnes handicapées à mener une vie bien remplie. Une de ses représentation peut faire penser à la statue de la Liberté comme il tient la Flamme olympique en hauteur au bout d'une de ses ailes.
La mascottes a fait l'objet de déclinaisons comme des pin's, des peluches ou des t-shirts.
À la suite des jeux, le Fonds américain pour les athlètes handicapés (US Disabled Athletes Fund) créé en 1993 a été renommé en BlazeSports America (en) et le phénix est resté le symbole.